# Tutti-Frutti
Tutti-Frutti — пісня американського музиканта Літл Річарда, написана 1955 року. Пісня стала першим хітом і однією з візитівок Рок-н-ролу.
На цю пісні створили свої версії ряд визначних музикантів, зокрема Елвіс Преслі (1956), Стінґ (1982), гурт Queen (1986) тощо. Ця пісня потрапила до списку 500 найкращих пісень усіх часів за версією журналу Rolling Stone